# Thomas Killigrew

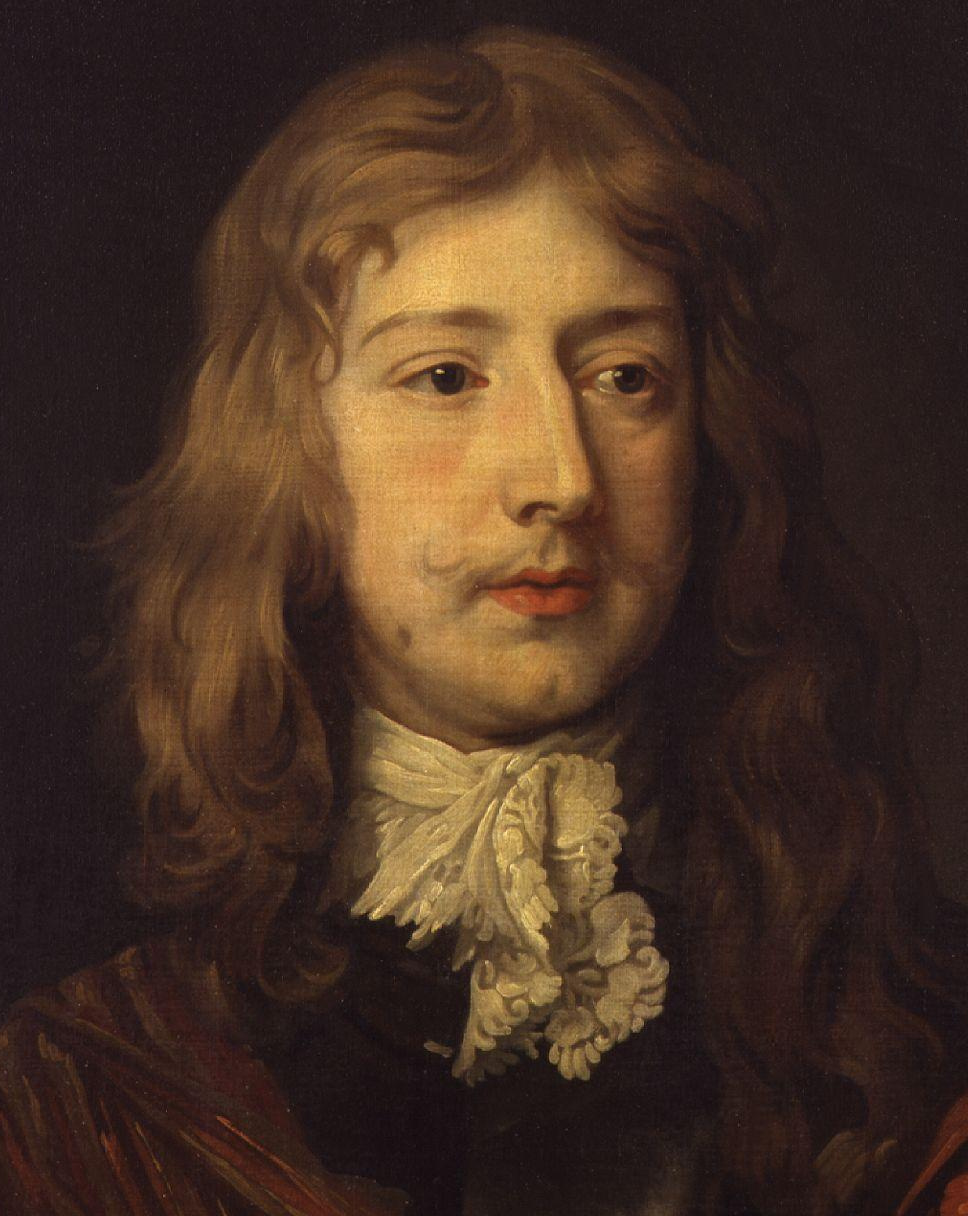
Thomas Killigrew.

Thomas Killigrew (7 de febrero de 1612 - 19 de marzo de 1683) fue un dramaturgo inglés del siglo XVII, contemporáneo de la literatura de la Restauración inglesa.
Hijo de Sir Robert Killigrew, Thomas fue un personaje espiritual y disoluto en la corte del rey Carlos II de Inglaterra.
Al igual que a William Davenant, se le encargó la misión de fundar una de las primeras compañías teatrales de la Restauración inglesa, bautizada como la King's Company. Entre los miembros fundadores se encontraban Michael Mohun, William Wintershall, Robert Shatterall, William Cartwright, Walter Clun, Charles Hart y Nicholas Burt.
Killigrew escribió nuevas obras teatrales que se desarrollaban en lugares distintos. La más conocida de sus obras es tal vez The Parson's Wedding.
- Datos: Q490824
- Multimedia: Thomas Killigrew / Q490824